# Asamblea de Expertos para la Constitución
La Asamblea de Expertos para la Constitución (en persa: مجلس خبرگان قانون اساسی), también traducido como la Asamblea para la Revisión Final de la Constitución (AFRC), fue una asamblea constituyente iraní, elegida en el verano de 1979, con el objetivo de redactar una nueva constitución para la recién creada República Islámica de Irán. Se congregó el 18 de agosto para abordar el borrador de la constitución escrita anteriormente, la cual finalizó sus deliberaciones reescribiéndola el 15 de noviembre, siendo finalmente aprobada mediante un referéndum entre el 2 y 3 de diciembre de 1979, obteniendo el 98% de los votos a favor.
La Asamblea de Expertos para la Constitución no debe confundirse con la posterior Asamblea de los Expertos, que es un organismo creado por la Constitución de República Islámica de Irán, cuya función es elegir y supervisar al Líder Supremo de Irán.

## Historia
Previo a su elección, un ''Consejo Revolucionario'' había presentado un borrador de la constitución el 18 de junio, que había sido redactado por el abogado Hasán Habibí. Además de sustituir un presidente fuerte, bajo el modelo gaullista, por la monarquía, la constitución no poseía marcadas diferencias con la Constitución de Irán de 1906, ni tampoco otorgaba a los clérigos un rol importante en la nueva estructura estatal. El Ayatolá Jomeini estuvo preparado para entregar este borrador, prácticamente sin modificaciones hacia un referéndum nacional o, salvo eso, hacia un consejo de cuarenta representantes designados que podían asesorar, pero no revisar el documento. Irónicamente, resultó que la izquierda política fue quién más rechazó vehementemente este procedimiento, y exigió que la constitución debía estar sometida a una revisión a gran escala por parte de una asamblea constituyente. El Ayatolá Shariatmadari apoyó estas demandas.

## Composición
Según el historiador Shaul Bakhash, la Asamblea de Expertos estaba compuesta por 73 miembros, de los cuales 55 eran clérigos, 50 de los cuales eran militantes del Partido de la República Islámica (PRI), quienes eran cercanos a las ideas políticas de Jomeini. Más de una docena de miembros eran independientes o representantes de otros partidos, y votaron en contra de artículos controvertidos en la constitución. Según Sepehr Zabir, la facción pro-PRI conformaba el 50% de la asamblea, mientras que el 10% eran agrupaciones seculares conformadas por reconocidos clérigos como Mahmud Taleghani. El 20% eran civiles que no eran clérigos pero estaban a favor de un Estado teocrático, y el 20% restante eran seguidores de Abolhasán Banisadr y Mehdí Bazargán. Organizaciones como el Frente Nacional, la Organización de Guerrillas Fedai, y la Organización del los Muyahidines estuvieron totalmente ausentes. Un escaño perteneciente al político Abdul Rahman Ghassemlou del Partido Democrático del Kurdistán Iraní, quedó vacante luego de que fuese rechazado su credencial.
Los artículos controvertidos en cuestión fueron los que renovaron el borrador de la constitución para incluir los principios de la Wilayat Faqid (velayat-e faqih), y establecer las bases para un Estado dominado por el clero chiita. El artículo  fue aprobado con 53 votos a favor, 8 en contra y 5 abstenciones.
Según informes, los integrantes del bloque se oposición eran los siguientes:
- Abolhasán Banisadr, primer Presidente de Irán entre 1980 y 1981.[7]
- Mahmud Taleghani, líder religioso a favor del secularismo y fundador del Movimiento de Liberación de Irán.
- Ezzatollah Sahabi, periodista y diputado entre 1980 y 1984.
- Ali Golzadeh Ghafouri, clérigo secular y diputado entre 1980 y 1984
- Nasser Makarem Shirazi, líder religioso conservador.
- Ahmad Nourbakhsh, profesor e ingeniero, opositor a la idea de establecer un Estado Teocrático en Irán.
- Rahmatollah Moghaddam Maraghei, gobernador de la Provincia de Azerbaiyán Oriental en 1979, y acusado de traición.
- Hamidollah Mir-Moradzehi, clérigo secular.[8]
- Mohammad-Javad Hojjati Kermani, ulema opositor

Es probable que los miembros de minorías etnoreligiosas también hayan votado en conjunto con la oposición. Entre ellos se encontraban:
- Hrair Khalatian (armenio)
- Sergen Bait Ushana (asirio)
- Aziz Daneshrad (judío)[9]
- Rostam Shahzadi (zoroastrista)

## Objetivo
La labor de la asamblea fue parte de un momento altamente controversial durante la Revolución iraní, que presenció la ruptura de la alianza original de grupos seculares, radicales, religiosos y teocráticos, que se habían unido para derrocar al sah Mohammed Reza Pahleví. Fue en la asamblea donde Jomeini proclamó ''el velayat-e-faqih no es algo creado por la Asamblea de Expertos. Es algo que Dios ha ordenado,'' lo cual provocó un choque en comentarios como, ''nuestra intención no es que los líderes religiosos deberían administrar el Estado'', realizado antes de la victoria de la revolución.